# La Flèche Wallonne 2009
73. edycja kolarskiego wyścigu La Flèche Wallonne odbyła się 22 kwietnia 2009 roku i liczyła 195,5 km. Start wyścigu znajdował się w Charleroi, a meta w Huy. Wyścig ten posiadał kategorię 1.HC.

## Klasyfikacja generalna
| M-ce | Imię i nazwisko    | Kraj       | Drużyna                      | Czas       |
| ---- | ------------------ | ---------- | ---------------------------- | ---------- |
| 1.   | Davide Rebellin    | Włochy     | Serramenti PVC Diquigiovanni | 4h 42' 15" |
| 2.   | Andy Schleck       | Luksemburg | Team Saxo Bank               | + 2"       |
| 3.   | Damiano Cunego     | Włochy     | Lampre-NGC                   | + 2"       |
| 4.   | Samuel Sánchez     | Hiszpania  | Euskaltel-Euskadi            | + 7"       |
| 5.   | Cadel Evans        | Australia  | Silence-Lotto                | + 7"       |
| 6.   | Thomas Löfkvist    | Szwecja    | Team Columbia-HTC            | + 7"       |
| 7.   | Alejandro Valverde | Hiszpania  | Caisse d’Epargne             | + 11"      |
| 8.   | Simon Gerrans      | Australia  | Cervélo TestTeam             | + 11"      |
| 9    | Michael Albasini   | Szwajcaria | Team Columbia-HTC            | + 11"      |
| 10.  | Rinaldo Nocentini  | Włochy     | Ag2r-La Mondiale             | + 15"      |